# 越後片貝駅
越後片貝駅（えちごかたかいえき）は、新潟県岩船郡関川村大字片貝にある、東日本旅客鉄道（JR東日本）米坂線の駅である。

## 歴史
- 1933年（昭和8年）11月30日：米坂西線・越後下関 - 越後金丸間開業と共に開業[1]。
- 1967年（昭和42年）8月28日：羽越豪雨により、駅付近で荒川が氾濫。駅構内も浸水して客車3両編成の列車が立ち往生する[3]。
- 1975年（昭和50年）12月1日：通年で荷物の扱いを廃止[4]。駅員無配置駅となる[2]。
- 1987年（昭和62年）4月1日：国鉄分割民営化により、東日本旅客鉄道の駅となる[1]。
- 1991年（平成3年）2月16日：現駅舎に改築[5]。
- 2022年（令和4年）8月3日：豪雨災害の影響で当駅前後の区間が不通となり、営業休止。

## 駅構造
単式ホーム1面1線を有する地上駅である。
村上駅管理の無人駅となっている。駅舎は九ヶ谷地区ふるさと会館（公民館）との合築である。また、駅自体は待合室の機能のみで、トイレなどがある。

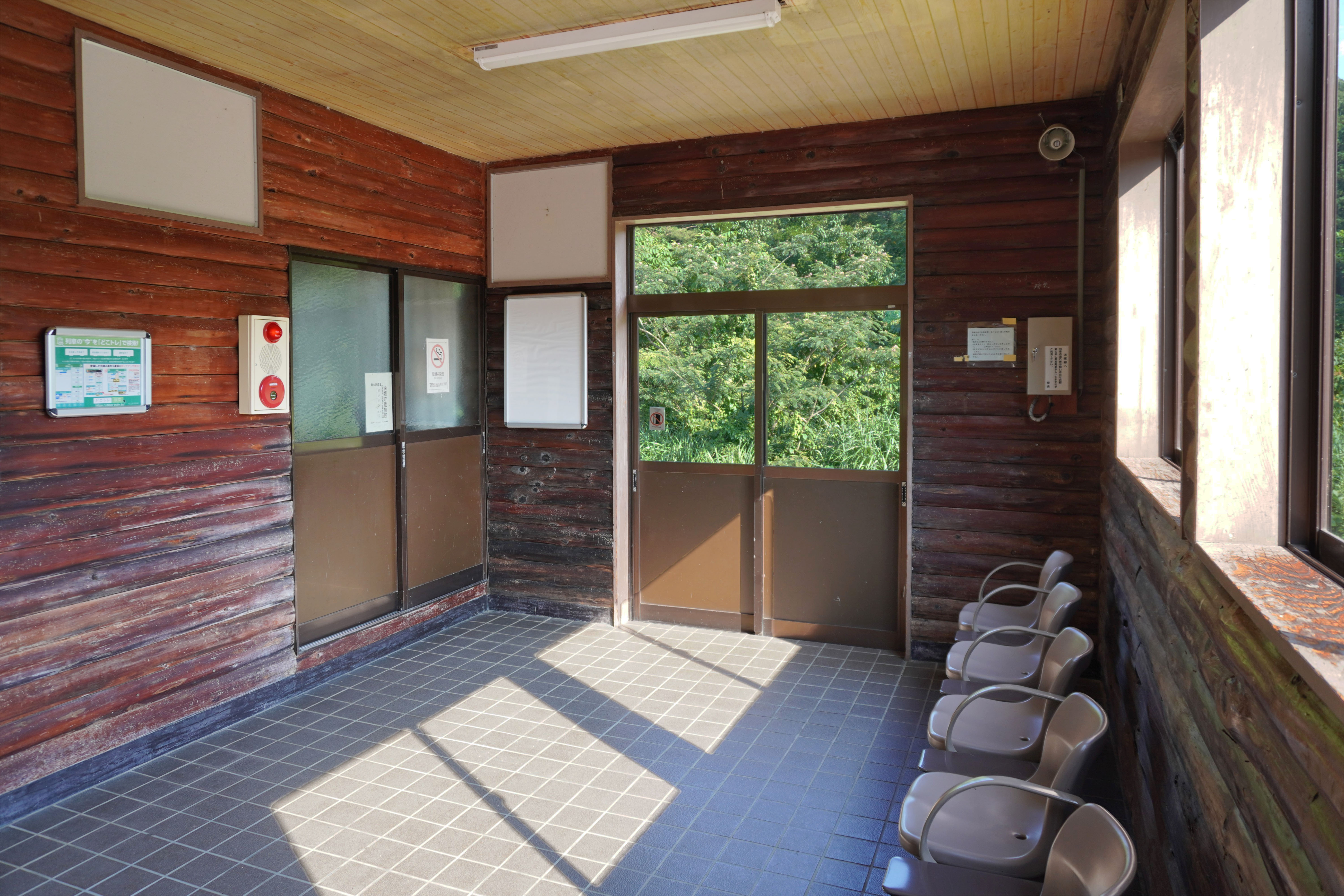
待合室（2023年7月）
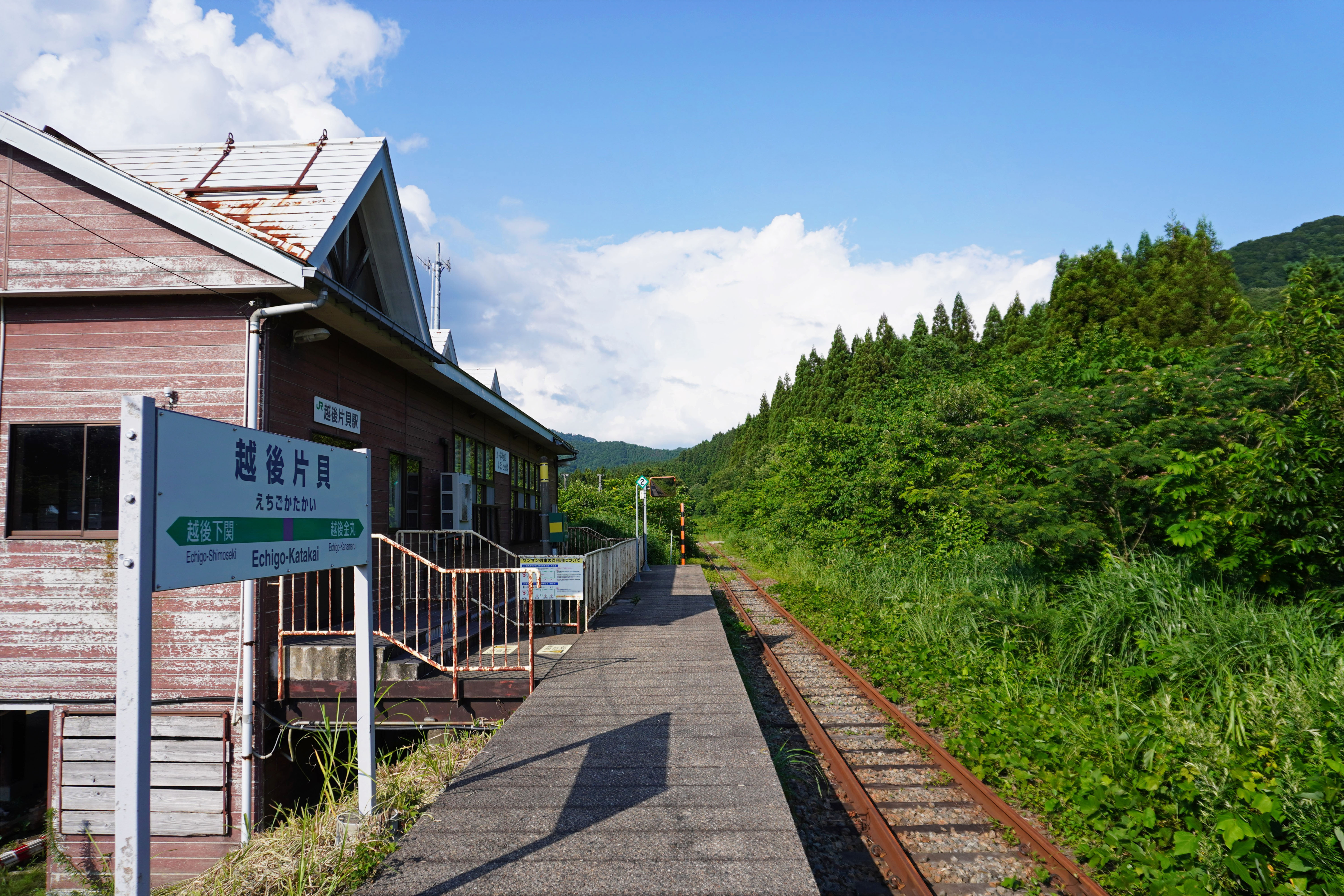
ホーム（2023年7月）

## 駅周辺
- 片貝ふれあい自然の家
- わかぶな高原スキー場
- 国道113号
- 荒川
- 東北電力鷹の巣ダム・鷹の巣発電所
- 荒川水力電気岩船ダム・岩船発電所

## 隣の駅
東日本旅客鉄道（JR東日本）
■米坂線（休止中）
越後金丸駅 - 越後片貝駅 - 越後下関駅